# Lucho González (bågskytt)
Lucho González, född 19 november 1945, är en costaricansk bågskytt. Han deltog vid olympiska sommarspelen 1976.